# Jeffreyite
La jeffreyite è un minerale.
Il nome è stato attribuito in relazione alla località di ritrovamento, la miniera di Jeffrey in Canada.